# 2,5-dimetossibenzaldeide
2,5-dimetossibenzaldeide è un composto organico ed è un derivato benzaldeidico. Uno dei suoi usi è la produzione di 2,5-dimetossifenetilammina, nota anche come 2C-H. 2C-H è usato per produrre molte altre fenetilammine sostituite come 2C-B, 2C-I e 2C-C.